# Eduardo Simone

a Compétitions nationales et continentales officielles uniquement.

b Matchs officiels uniquement.
Dernière mise à jour le 2 mars 2024.
Eduardo Simone, né le 16 octobre 1974 à Buenos Aires, est un joueur de rugby argentin, évoluant au poste de centre.

## Carrière
Eduardo Simone obtient sa première sélection en équipe d'Argentine le 14 septembre 1996 contre les États-Unis, et sa dernière le 4 mai 2002 contre le Chili.

## Palmarès
- 36 sélections en équipe d'Argentine de 1996 à 2002.
- 10 essais
- 50 points
- Sélections par année : 4 en 1996, 8 en 1997, 9 en 1998, 8 en 1999, 2 en 2000, 2 en 2001, 2 en 2002.
- Coupe du monde disputée : 1999 (5 sélections).